# Голяма торбеста къртица
Голямата торбеста къртица (Notoryctes typhlops) е вид бозайник от семейство Торбести къртици (Notoryctidae).

## Разпространение и местообитание
Разпространен е в Австралия.